# Levínská Olešnice
Levínská Olešnice – gmina w Czechach, w powiecie Semily, w kraju libereckim. Według danych z dnia 1 stycznia 2013 liczyła 360 mieszkańców.
W miejscowości znajduje się przystanek kolejowy Levínská Olešnice.